# Maki Kaji
Maki Kaji (鍜治 真起 (Kaji Maki?); Sapporo, 8 ottobre 1951 – Tokyo, 10 agosto 2021) è stato un imprenditore giapponese presidente di Nikoli, un'azienda editoriale produttrice di puzzle. È ampiamente conosciuto come "il padre del Sudoku" per il suo ruolo nel popolarizzare il gioco dei numeri.

## Biografia
Nato a Sapporo nel 1951,  suo padre lavorava come ingegnere presso una società di telecomunicazioni; sua madre era impiegata in un negozio di kimono. Kaji ha frequentato la Shakujii High School nella sua città natale. In seguito ha studiato letteratura alla Keio University, ma ha abbandonato gli studi durante il primo anno.  Dopo una serie di lavori tra cui quello di cameriere e operaio edile, iniziò un'attività editoriale.
Kaji ha lanciato una rivista trimestrale di puzzle nel 1980 chiamata Nikoli, insieme a due amici di infanzia. Avevano chiamato la rivista in onore di un cavallo da corsa che aveva vinto una gara nel 1980 chiamata 2000 Guineas Stakes in Irlanda.  Tre anni dopo fondò una società con lo stesso nome. La rivista, il prodotto principale dell'azienda, è cresciuta fino ad avere 50.000 lettori trimestrali.
Il gioco dei numeri Sudoku è apparso nei primi numeri di Nikoli. Ha formulato il nome "Sudoku" mentre si stava recando a una corsa di cavalli.  Lo ha abbreviato da "Suuji wa dokushin ni kagiru" ("i numeri dovrebbero essere singoli") su sollecitazione dei suoi compagni di lavoro.  Dopo che il gioco si è diffuso in Gran Bretagna  e negli Stati Uniti,  è diventato molto popolare.
Kaji ha anche inventato o introdotto vari altri giochi di puzzle, come Masyu.   Si è dimesso da capo di Nikoli il 31 luglio 2021, dieci giorni prima della sua morte. Gli è subentrato  come presidente il caporedattore di Nikoli, Yoshinao Anpuku. Kaji è morto il 10 agosto 2021 nella sua casa di Tokyo all'età di 69 anni, a causa di un cancro alle vie biliari.  Lo staff di Nikoli tenne per lui una riunione commemorativa il 2 novembre a Tokyo.

## Vita privata
Kaji è stato sposato con Naomi fino alla sua morte. Insieme, hanno avuto due figli.